# Райнальд фон Дассель
Райнальд фон Дассель (нім. Rainald von Dassel; 1114/1120 — 14 серпня 1167) — церковний і державний діяч Священної Римської імперії, 28-й архієпископ Кельна у 1158—1167 роках.

## Життєпис

### Початок кар'єри
Походив з графського остфальського роду Дассель з Зуільбергау. Другий син графа Райнальда I фон Дасселя та Матильди фон Шауенбург.  Йому було обрано церковну кар'єру. Спочатку навчався в соборній школі Гільдесгайма, потім в Парижі, де слухав лекції Адама Бальшаннського.
З 1138 року разом із родиною увійшов до кола довірених осіб династії Гогенштауфенів, коли стрийко Райнальда Молодшого — Йоганн фон Дассель став канцлером Конрада III Гогенштауфена, короля Німеччини. Невдовзі стає членом соборного капітулу в Гільдесгаймі.
1146 року призначається субдияконом і келарем Гільдесгаймського собору. Став прихильником пробста Конрада фон Бабенберга. 1146 року спільно з абатом Вібальдом Корвейським за дорученням короля Конрада III їздив на перемовини до Папського престолу. 1148 року, коли Конрад фон Бабенберг став єпископом Пассау, Райнальд фон Дассель був обираний пробстом Гільдесгаймського собору. 1148 року представляв єпископа Бернгарда I Гільдесгаймського на синоді в Реймсі, де головував папа римський Євген III. Невдовзі за цим став пробстом абатства Св. Маврикія в Гільдесгаймі. Став ініціатором зведення першого кам'яного мосту через річку Іннерсте в Гільдесгаймі.
1153 року призначено пробстом абатства Св. Петра в Госларі. Відмовився висувати кандидатуру на єпископство Гільдесгайма, підтримавши свого друга Бруно. 1154 року очолив соборний капітул Мюнстера, 1156 року — базиліку святого Серватія в Маастрихту, 1159 року — Ксантенський собор.

### Архієпископ
З 1156 року стає членом імператорської канцелярії і одним з довірених радників Фрідріха I Барбаросси. Став першим, хто впровадив термін «Священна імперія». Водночас сприяв конфлікту імператора з папою римським Адріаном IV, переклавши в якого листі термін «beneficia» як ф'єф, що ставило імператора в підпорядковане становище щодо Папського престолу. Це спричинило скандал на гофтазі в Безансоні.
1158 разом з Оттон фон Віттельсбахом, пфальцграфом Баварії, підготував другий італійський похід Фрідріха I. Сам Райнальд фон Дассель рушив перед ним, отримуючи підтвердження вірності від міста та графів. Того ж року після смерті архієпископа Кельнського Фрідріха II рішенням імператора в військовому таборі під Міланом очолив Кельнську єпархію. Також став архіканцлером Італії.
1160 року організував синод в Павії, який повинен був вирішити питання, хто є справжнім папою римським, оскільки після смерті Адріана IV кардинали розкололися на прихильників Олександра III і Віктора IV. Завдяки дипломатичній діяльності Райнальда фон Дассель синод визнав папою римським Віктора IV, що остаточно спричинило схизму в католицькій церкві. Частина європейських монархів стала на бік Олександра III, інші підтримували Віктора IV, ще одна група коливалася з вибором. 1161 року заснував фонд Св. Іоанна, який опікувався шпиталем Св. Іоанна в Гільдесгаймі.
Вже 1162 року за допомогою військ вигнав Олександра III з Риму. Водночас зумів захопити Мілан, що був центром антиімперського спротиву в Північній Італії.
В подальшому розпочав бурхливу дипломатичну діяльність з визнання папою римським Віктора IV. Невдовзі спільно з Генріхом I, графом Шампані, та за присутності Людовика VII, короля Франції, й імператора Фрідриха I організував синод в Сен-Жан-де-Лос з метою владнання суперечностей та проведення собору стосовно визнання папи римського. Втім ці заходи не дали результату. Після цього Людовик VII остаточно визнав Олександра III папою римським.
1163 року на Райнальда фон Дассель папою римським Олександром III було накладено інтердикт. 1164 року фон Дассель привіз з Мілану до Кельну мощі Трьох царів (захопив раку в міланській базиліці Св.Евсторгія), Святих Гервасія і Протасія, які передав собору Св. Стефана в Брейзаху, Св. Кассія і Флоренція — до Боннського собору. Стає покровителем поета Архипіїта Кельнського. Також прикрасив будівлю Старого Кельнського собору шовковими гобеленами, які привіз з Мілану. Також наказав звести дві вежі собору та побудувати новий палац архієпископа. Піклувався про цистерціанські монастирі в Кампі і Альтенбергу. Крім того, планував звести в Кельні кам'яний міст через Рейн, але не встиг виконати цей задум. 1164 року змусив графа Генріха I фон Арнсберга визнати зверхність Кельнського архієпископства. Згодом домігся визнання Мендена феодом архієпископства.
Потім їздив до англійського короля Генріха II Плантагенета, який не вирішив на чий бік пристати. Проте не зміг досягти остаточно визнання Віктора IV. Після смерті того організував обрання папою римським Пасхалія III. 1165 року домігся від Англії визнання останнього. Невдовзі під тиском інших духовних князів був висвячений на єпископа в Вюрцбурзі. Того ж року провів роботу з канонізації Карла Великого, яку не визнав Олександр III.
1166 року заснував монастир Св. Вальбурга в Зості. У 1166—1167 роках допоміг Генріху Льву Вельфу, герцогу Саксонії і Баварії, проти повсталих проти нього васалів. Завдяки цьому Райнальд фон Дассель дещо розширив межі архієпископства Кельнського. Невдовзі приєднав замок Райнек.
У жовтні 1167 року рушив до Північної Італії для підготовки нового походу імператора. Разом з Крістіаном I фон Бухом, архієпископом Майнца, в битві біля Тускулума завдав поразки війську ополчення Риму. Слідом за цим було взято в облогу Рим. Невдовзі після прибуття сюди Фрідріха I підкорилася область за Леонінською стіною. На дяку Райнальд фон Дассель отримав рейнсгоф Андернах й маєток з срібними копальнями в Екенгаґені. Невдовзі архієпископ Кельна помер: за різними відомостями від чуми, малярії або дизентерії. Похований в Старому Кельнському соборі.